# Truevision3D
 (octobre 2019).
Si vous disposez d'ouvrages ou d'articles de référence ou si vous connaissez des sites web de qualité traitant du thème abordé ici, merci de compléter l'article en donnant les références utiles à sa vérifiabilité et en les liant à la section « Notes et références ».
Truevision3D est un moteur 3D qui utilise la bibliothèque graphique DirectX. La version courante (6.5) se base sur DirectX 9 et est néanmoins compatible avec la version 8. Les environnements de développement intégrés (EDI) et langages pouvant être utilisés avec ce moteur sont : Microsoft Visual Basic 6 et .NET, le C#, Borland Delphi, C++ et le Python. 

## Caractéristiques
- Support complet de DirectX 8.1 et 9
- Support matériel optimisé du Transform and lighting
- Choix du système d'angle (degrés ou radians)
- Support matériel des lumières DirectX (plus de huit lumières simultanées)
- Système de rendu des terrains rapide (quadtrees)
- Moteur de rendu BSP avec PVS/Lightmapping
- Système de particules basé sur des billboards
- Support des modèles 3DS, X, MDL, MD2 et MD3 texturés
- Vertex Shaders matériel pour optimiser le rendu (si disponibles)
- Effets atmosphériques comme brouillard, nuages, ciel (boîte et sphère), étoiles
- Support de Bumpmapping DOT3
- Stencil shadows dynamiques optimisés pour les objets 3D
- Interface 2D rapide avec polices personnalisables
- Système d'animation puissant
- Animations basées sur : squelette, keyframe, Morph
- Attachement des modèles 3D enfants aux bones
- Animations via rotation des bones